# Oráčov
Oráčov (německy Woratschen) je obec v okrese Rakovník ve Středočeském kraji. Leží v mírném svahu po pravé straně Rakovnického potoka zhruba 5,5 kilometru východně od Jesenice a jedenáct kilometrů západně od Rakovníka. Žije zde 381 obyvatel. Při jižním okraji Oráčova prochází železniční trať 161 Rakovník – Bečov nad Teplou. Necelé dva kilometry severně od Oráčova stojí v lokalitě Čížkov Věznice Oráčov.

## Název
Název vesnice je odvozen z osobního jména Oráč ve významu Oráčův dvůr. V historických pramenech se jméno vesnice vyskytuje ve tvarech: de Orachow (1295), Oraczow (1352), de Oracziewa (1385), z Woračowa (1418), Woraczowie (1542), Woracziow (1595) Woratschen (1785) a Oráčov nebo Woratschen (1854).

## Historie
První písemná zmínka o vesnici pochází z roku 1295, kdy zde sídlil Odolen z Oráčova (Odolenus de Orachow), který pravděpodobně bydlel na malém hradě jihozápadně od vesnice. K roku 1367 je doložena existence oráčovské fary. Od roku 1375 mohla být vesnice rozdělena mezi dva majitele, protože patronátní právo ke kostelu roku 1379 vykonávali petrohradští Janovicové a Zdeněk z Rosenthalu. Rozdělení podacího práva však nemuselo souviset s dělením vsi. V roce 1414 páni z Janovic vykonávali právo sami a vesnice patřila k jejich petrohradskému panství. Roku 1483 panství i s Oráčovem koupil Burian II. z Gutštejna.
V roce 1932 ve vsi byly poštovní úřad, telegrafní úřad, katolický kostel, evangelický kostel. Evidovány byly živnosti a obchody: pekař, pokrývač, čtyři řezníci, holič, tři hostince, tři obchody se smíšeným zbožím, malíř, velkostatek, čtyři mlýny, sedlář, zámečník, kovář, tři krejčí, dva obuvníci, Spar- und Darlehenskassenverein für Woratschen, trafika, truhlář a dva koláři.

## Obyvatelstvo
Při sčítání lidu v roce 1921 zde žilo 569 obyvatel (z toho 274 mužů), z nichž bylo 73 Čechoslováků, 490 Němců a šest cizinců. Většina se hlásila k římskokatolické církvi, ale 46 lidí bylo evangelíky, devět patřilo k církvi izraelské, jeden k nezjišťovaným církvím a patnáct lidí bylo bez vyznání. Podle sčítání lidu z roku 1930 měla vesnice 606 obyvatel: 110 Čechoslováků, 490 Němců, jednoho Žida a pět cizinců. Stále převažovala římskokatolická většina, ale 44 lidí bylo evangelíky, 31 patřilo k církvi československé, jeden k církvi izraelské a devět bylo bez vyznání.
| Rok            | 1869 | 1880 | 1890 | 1900 | 1910 | 1921 | 1930 | 1950 | 1961 | 1970 | 1980 | 1991 | 2001 | 2011 | 2021 |
| -------------- | ---- | ---- | ---- | ---- | ---- | ---- | ---- | ---- | ---- | ---- | ---- | ---- | ---- | ---- | ---- |
| Počet obyvatel | 681  | 746  | 663  | 725  | 716  | 733  | 807  | 519  | 506  | 469  | 447  | 405  | 359  | 747  | 801  |
| Počet domů     | 97   | 106  | 114  | 119  | 122  | 133  | 155  | 158  | 128  | 124  | 116  | 137  | 143  | 155  | 155  |

## Obecní správa

### Územněsprávní začlenění
Dějiny územněsprávního začleňování zahrnují období od roku 1850 do současnosti. V chronologickém přehledu je uvedena územně administrativní příslušnost obce v roce, kdy ke změně došlo:
- 1850 země česká, kraj Cheb, politický okres Žatec, soudní okres Jesenice,[12]
- 1855 země česká, kraj Žatec, soudní okres Jesenice,
- 1868 země česká, politický okres Podbořany, soudní okres Jesenice,
- 1939 Sudetenland, vládní obvod Karlovy Vary, politický okres Podbořany, soudní okres Jesenice,[13]
- 1945 země česká, správní okres Podbořany, soudní okres Jesenice,[14]
- 1949 Karlovarský kraj, okres Podbořany,[15]
- 1960 Středočeský kraj, okres Rakovník,
- 2003 Středočeský kraj, obec s rozšířenou působností Rakovník.

### Části obce
Obec Oráčov se skládá ze dvou částí na dvou stejnojmenných katastrálních územích:
- Oráčov
- Klečetné

Od 1. ledna 1980 do 23. listopadu 1990 k obci patřil i Švihov.

### Obecní symboly
Znak a vlajka byly obci uděleny rozhodnutím předsedkyně Poslanecké sněmovny Parlamentu České republiky dne 12. dubna 2013.

## Doprava
Obcí prochází silnice II/228 Jesenice–Rakovník. Oráčov leží na železniční železniční trati Rakovník – Bečov nad Teplou a na území obce stojí zastávka Oráčov.
V roce 2011 v obci měla zastávku autobusová linka Rakovník – Jesenice – Žďár (v pracovních dnech pět spojů). O víkendu byla obec bez autobusové dopravní obsluhy.

## Pamětihodnosti
- Kostel svatého Jakuba Většího na návsi
- Boží muka na východ od vesnice
- Zaniklý hrad Oráčov zvaný Starý zámek na Zámeckém vrchu v lese jihozápadně od vesnice
- Kostel Českobratrské církve evangelické. Na kostele je od roku 2019 umístěna pamětní deska od spolku Exulant připomínající zdejší osobnosti – Jana Jelínka s manželkou Annou.[18]
- Židovský hřbitov v severní části katastru Oráčova